# Shuto Nakahara
Shuto Nakahara (中原 秀人 Nakahara Shuto?, nacido el 29 de octubre de 1990 en Kagoshima) es un futbolista japonés que se desempeña como centrocampista.

## Trayectoria

### Clubes
| Club                | País  | Año         |
| ------------------- | ----- | ----------- |
| Giravanz Kitakyushu | Japón | 2012        |
| Avispa Fukuoka      | Japón | 2013 - 2016 |
| Giravanz Kitakyushu | Japón | 2017        |
| Kagoshima United FC | Japón | 2017 -      |

## Estadística de carrera

### J. League
| Club                | Año   | J. League | J. League | Copa J. League | Copa J. League | Total | Total |
| Club                | Año   | Part.     | Goles     | Part.          | Goles          | Part. | Goles |
| ------------------- | ----- | --------- | --------- | -------------- | -------------- | ----- | ----- |
| Giravanz Kitakyushu | 2012  | 5         | 1         | -              | -              | 5     | 1     |
| Avispa Fukuoka      | 2013  | 38        | 1         | -              | -              | 38    | 1     |
| Avispa Fukuoka      | 2014  | 40        | 0         | -              | -              | 40    | 0     |
| Avispa Fukuoka      | 2015  | 16        | 1         | -              | -              | 16    | 1     |
| Avispa Fukuoka      | 2016  | 2         | 0         | 2              | 0              | 4     | 0     |
| Giravanz Kitakyushu | 2017  | 5         | 0         | -              | -              | 5     | 0     |
| Kagoshima United FC | 2017  | 5         | 0         | -              | -              | 5     | 0     |
| Total               | Total | 111       | 3         | 2              | 0              | 113   | 3     |